# Maria José Nápoles
Maria José Nápoles (Maputo, 7 de novembro de 1936 – 27 de junho de 2024) foi uma esgrimista portuguesa, e a primeira portuguesa a competir num evento  feminino de esgrima olímpico (florete individual nos Jogos Olímpicos de Verão de 1960).

## Biografia
Nasceu em Maputo, em 1936, e desde cedo mostrou interesse por esgrima, tendo-se destacado em competições locais e nacionais. Pertenceu ao Clube Shell e à Federação Portuguesa de Esgrima. As 23 anos participou nos Jogos Olímpicos de Verão de 1960, em Roma, onde foi eliminada na primeira ronda do evento individual feminino de florete, tendo-se afastado depois da modalidade.
| “                    | Com 23 anos foi um choque muito grande estar num ambiente desconhecido, sem nunca antes ter tido contactos internacionais. Eu sentia-me assustada, e talvez por isso, perdi logo de início. Mas foi uma experiência muito positiva. | ” |
| — Maria José Nápoles | |   |

Foi homenageada em 8 de março de 2024, nas celebrações do Dia internacional da mulher, pelo Comité Olímpico de Portugal.
Maria José Nápoles faleceu a 27 de junho de 2024, aos 87 anos.